# Ferdinando Manlio
Ferdinando Manlio connu aussi comme Ferrante Maglione (né vers 1499 et mort vers 1570) était un sculpteur italien, architecte et urbaniste de la Renaissance, actif à Naples.

## Biographie
Ferdinando Manlio a été formé par le sculpteur Giovanni da Nola. À partir de 1540, il  dirige avec Giovanni Benincasa la reconstruction de la basilique de la Santissima Annunziata Maggiore. L'église actuelle a cependant été reconstruite après l'incendie qui a détruit l'édifice de Manlio au XVIIIe siècle. Le vice-rois de Naples, Pierre Alvarez de Tolède a demandé à Manlio et à Benincasa de concevoir une  voie reliant le palais royal de Naples à l'une des portes de la ville, la via Toledo. Les deux ont également redessiné le Castel Capuano, le transformant d’un bâtiment militaire en palais de justice.
- (en) George Dennis, Handbook for travellers in Southern Italy. Part I, 9th edition., Abermarle Street, London; Digitized by Googlebooks, 1890, xxiii (lire en ligne)